# Уэльва (провинция)
Уэльва (исп. Huelva) — провинция на юго-западе Испании в составе автономного сообщества Андалусия. Административный центр — Уэльва.

## География
Территория — 10 128 км² (24-е место среди провинций страны).

## Демография
Население — 484 тыс. (32-е место; данные 2005 г.).